# Colorado State Highway 64
Der Colorado State Highway 64 (kurz CO 64) ist ein in Nord-Süd-Richtung verlaufender State Highway im US-Bundesstaat Colorado.
Der State Highway beginnt am U.S. Highway 40 in Dinosaur und endet nahe Meeker am Colorado State Highway 13.
Im Osten von Rangely zweigt der Colorado State Highway 139 ab. Der Abschnitt zwischen dem CO 139 und dem US 40 ist Teil des Dinosaur Diamond Scenic Byway. Zwischen Meeker und Rangely führt der Highway entlang dem Flusslauf des White River.